# CarGoTram
Le CarGoTram est un tramway de transport de fret à Dresde. Il approvisionne la Fabrique de verre, une usine Volkswagen, avec des pièces pour la construction d'automobiles.

## Historique

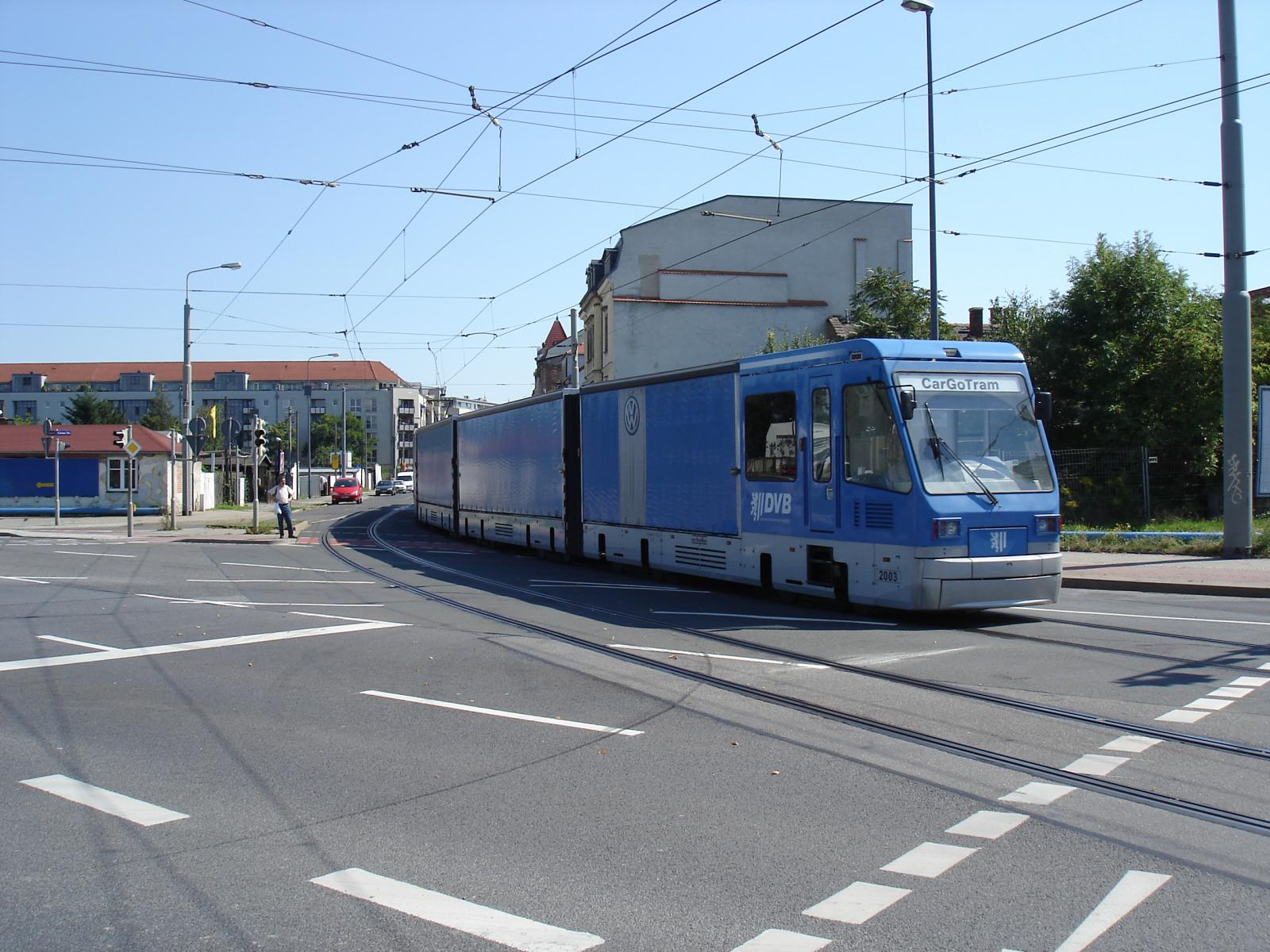
CarGoTram 2003 quitte la gare de Dresde Friedrichstadt chargé

En 1997, Volkswagen décide de construire une usine à Dresde pour produire des pièces spécifiques aux Volkswagen Phaeton et Bentley. Par la suite, le 3 mars 2000, la Dresdner Verkehrsbetriebe AG (DVB) et Volkswagen signent un contrat pour l'acheminement de marchandises vers l'usine par le biais d'un tramway de marchandises.
Deux CarGoTrams ont été construits par Schalker Eisenhütte Maschinenfabrik GmbH (Gelsenkirchen), pour un coût de 6,5 millions de Deutsche Marks chacun. La DVB est responsable du transport et de la sécurité du fret.
Le CarGoTram a été officiellement présenté à Dresde le 16 novembre 2000 et a commencé à circuler en 2001.

## Itinéraires et fréquence
Le CarGoTram circule une fois par heure. En cas de charge de travail élevée à l'usine, il peut circuler toutes les 40 minutes. L'itinéraire principal relie le GVZ (Güterverkehrszentrum, « centre logistique ») à Friedrichstadt via Postplatz et Grunaer Straße vers Straßburger Platz (« Place de Strasbourg ») et l'embranchement privé de l'usine mais en cas d'encombrement sur le réseau, le CarGoTram peut atteindre l'usine de verre par la gare centrale ou par d'autres itinéraires.

## Matériel utilisé
Le CarGoTram est une rame bidirectionnelle, composée habituellement de cinq voitures, dont deux voitures pilotes. Un train complet peut transporter l'équivalent du chargement de trois camions (214 m³).
Les voitures pilotes, situées aux extrémités de la rame, ont une capacité de 7,5 t, inférieure à celle des voitures intermédiaires (2 x 7,5 t), car elles comportent une cabine de conduite. Tous les essieux de toutes les voitures sont des essieux moteurs.

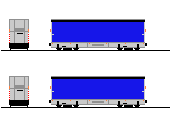
Wagons intermédiaires
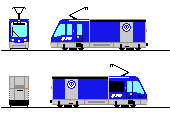
Motrices
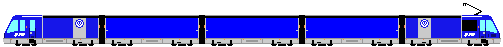
Rame dans sa totalité